# خاویر روبلس
خاویر روبلس (اسپانیایی: Javier Robles‎؛ زادهٔ ۱۸ ژانویهٔ ۱۹۸۵) بازیکن فوتبال اهل آرژانتین است.

## باشگاهی
از باشگاه‌هایی که در آن بازی کرده‌است می‌توان به باشگاه فوتبال ایراکلیس ۱۹۰۸، باشگاه فوتبال ولز سارسفیلد، و باشگاه فوتبال سن‌خوزه ارث‌کوئیکز اشاره کرد.